# چلسی گرین (کشتی‌گیر)
چلسی گرین (انگلیسی: Chelsea Green؛ زادهٔ ۴ آوریل ۱۹۹۱) کشتی‌گیر حرفه‌ای اهل کانادا است. او در حال حاضر با پروموشن دبلیودبلیوئی قرارداد داشته و در برند اسمک‌داون فعالیت می‌کند و قهرمان کنونی کمربند زنان ایالات متحده است. او یک‌بار هم قهرمان کمربند تگ تیم زنان دبلیودبلیوئی بوده است.